# Зотов, Анатолий Владимирович
Анатолий Владимирович Зотов (род. 16 мая 1952 года, Ясногорский район, Тульская область) — бывший глава города Коврова (с 25 сентября 2014 года по 12 сентября 2019 года). С 18 сентября 2019 года занимает должность председателя Совета народных депутатов города Коврова.

## Биография
Родился в крестьянской семье.
В 1973 году окончил с отличием Тульское высшее артиллерийское командное училище.
Начал службу в городе Коврове в боевом ракетном дивизионе командиром расчёта пусковой установки ракет.
В 1986 году окончил Военную артиллерийскую академию им. М. И. Калинина в Ленинграде.
Закончил военную службу командиром Гвардейского артиллерийского полка. Воинское звание — полковник.
В 1995 году в Коврове занял должность заместителя директора ОАО «Домостроительный комбинат».
В 1997 году стал директором «Домостроительного комбината». Предприятие построило полмиллиона квадратных метров жилья в Коврове, Владимирской и Московской областях.
В 2004 году стал директором ООО "Строительное управление «ДСК».
В 2012—2014 годах возглавлял Совет директоров города Коврова. В эти же годы — президент Союза строителей Владимирской области.
В 2000 году Анатолий Зотов получил звание «Лучший директор строительной отрасли Российской Федерации». Также имеет звания «Почётный строитель Российской Федерации» и «Почётный строитель Земли Владимирской».
12 марта 2014 года стал временно исполняющим главы города Коврова.
14 сентября 2014 года с большим отрывом от соперников победил на выборах главы города, набрав 75,62 % голосов избирателей.
25 сентября 2014 года вступил в должность главы города Коврова.
12 сентября 2019 года сложил с себя полномочия главы города Коврова.
18 сентября 2019 года был избран на должность председателя Совета народных депутатов города Коврова.

## Награды
- Орден «За службу в Вооружённых Силах» III степени,
- Орден Дружбы,
- Орден Почёта,
- «Орден Благоверного князя Даниила Московского» III степени,
- Благодарность председателя Совета Федерации Федерального Собрания Российской Федерации.